# Heteresthes
Heteresthes là một chi bướm đêm thuộc họ Geometridae.